# 野底武彦
野底武彦（1928年3月27日—2007年8月10日），筆名野底土南（日语：／ Nuka Donan ?），美治琉球及沖繩縣時期政治運動家，琉球獨立運動重要人物。沖繩縣與那國町人。曾擔任琉球獨立黨（今嘉利吉俱樂部）黨首，2005年辭去黨首一職後被授予名譽黨首頭銜。

## 生平
出生在大日本帝國治下的沖繩縣與那國町人。早年就讀於沖繩縣縣立首里第一中學校（今沖繩縣立首里高等學校）。之後移居台灣，轉學到台北州立基隆中學校（今為國立基隆高級中學）。
第二次世界大戰結束後，從台灣北上，就讀於日本法政大學經濟學部，在學期間取得註冊會計師資格，為第一位獲得該資格的沖繩縣出身人士。畢業後回到美國治理下的琉球，在沖繩大學內擔任講師職務。
1968年，以無黨籍註冊會計師的身份參加琉球政府第一回行政主席通常選舉，主張琉球獨立，但落選。他以註冊會計師的知識，用經濟學的手段研究琉球獨立的可能性，提出要想琉球獨立必須先實現經濟獨立。1970年6月，與大眾金融公庫原總裁崎間敏勝一起成立琉球獨立黨，野底武彥擔任黨首。1978年7月30日，發生730事件，琉球獨立黨的活動陷入停止狀態。2005年8月15日，該黨再度活躍，屋良朝助當選新的黨首，野底武彥則成為了有名無實的名譽黨首。2007年8月10日，因肺炎而病逝。
《沖繩通信》的記者比嘉康文，將大濱孫良、崎間敏勝、野底武彥、新垣弓太郎、大宜味朝德和喜友名嗣正列為六位影響琉球獨立運動的重要人物。